# Sangesi
Sangesi (kinesiska: 三阁司, 三阁司乡) är en sockenhuvudort i Kina. Den ligger i provinsen Hunan, i den södra delen av landet, omkring 230 kilometer sydväst om provinshuvudstaden Changsha. Antalet invånare är 62 220. Befolkningen består av 29 280 kvinnor och 32 940 män. Barn under 15 år utgör 23,0 %, vuxna 15-64 år 66 %, och äldre över 65 år 9,0 %.
Runt Sangesi är det tätbefolkat, med 442 invånare per kvadratkilometer. Sangesi är det största samhället i trakten. Trakten runt Sangesi består till största delen av jordbruksmark.
Genomsnittlig årsnederbörd är 1 620 millimeter. Den regnigaste månaden är maj, med i genomsnitt 246 mm nederbörd, och den torraste är oktober, med 50 mm nederbörd.